# Ivo Fischer (Domkapitular)
Ivo Fischer (* 25. Dezember 1881 in Mömbris, Bayern; † 28. April 1937 in Würzburg) war ein deutscher römisch-katholischer Domkapitular im Bistum Würzburg.

## Leben

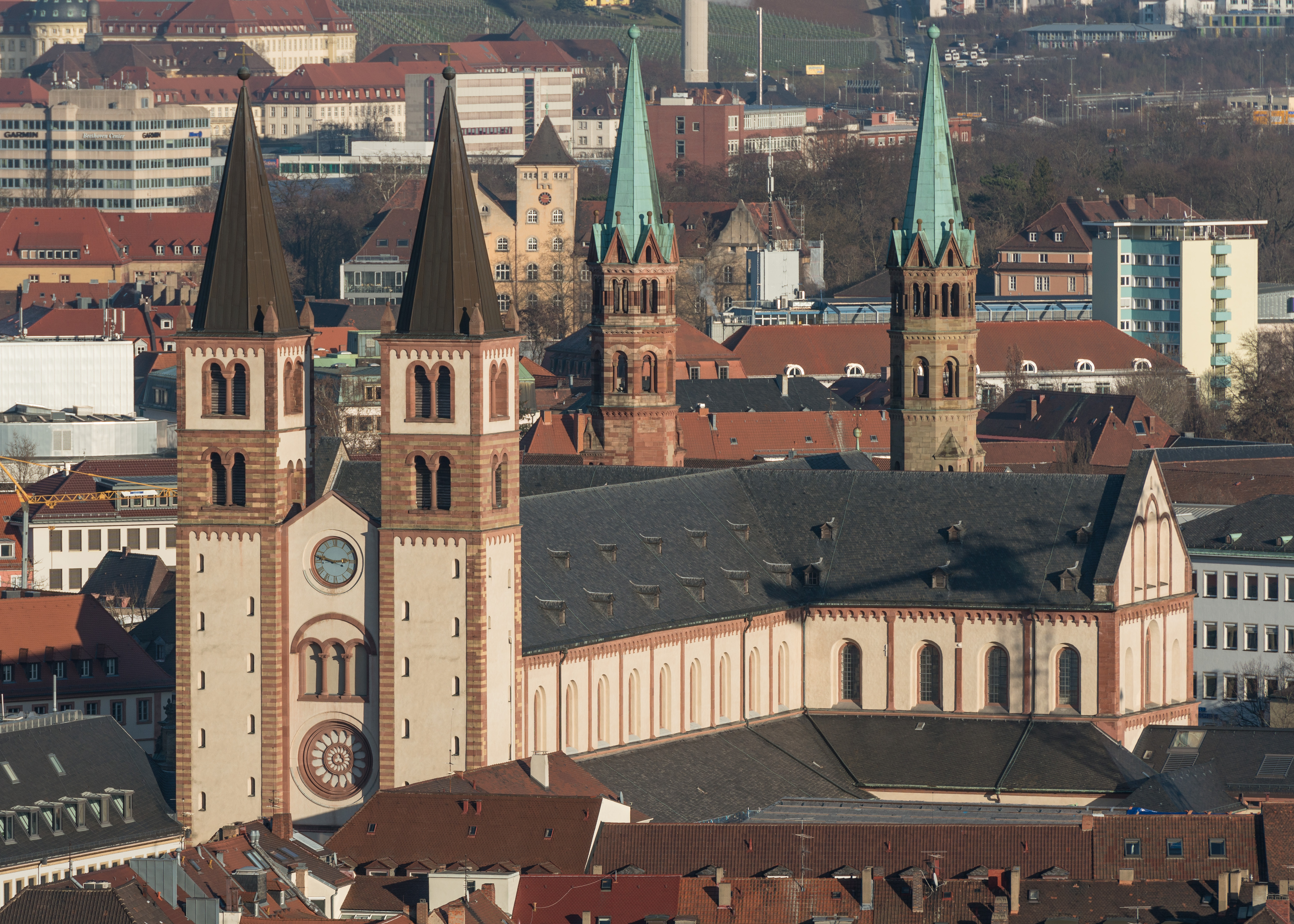
Der Dom von der Festung Marienberg aus gesehen

Domkapitular Ivo Fischer wurde als sechstes Kind der Eheleute Konrad und Dorothea Fischer geb. Mark geboren. Er war ein Onkel von Pater Ivo Zeiger SJ. Nach Theologiestudium empfing er 1907 die Priesterweihe in Würzburg. Ab 1909 war er als Kaplan in der Dompfarrei Würzburg tätig. Er arbeitete ab 1914 als Sekretär der Würzburger Bischöfe Ferdinand von Schlör und Matthias Ehrenfried sowie als Domvikar. Ab 1928 bis zum Tod gehörte er als Domkapitular dem Domkapitel in Würzburg an. 1931 stiftete er seiner Heimatpfarrei Mömbris eine Kirchenglocke, die am 23. August 1931 dem heiligen Valentin geweiht wurde. Durch die nationalsozialistischen Machthaber wurde diese Glocke beschlagnahmt, eingeschmolzen und für die Rüstungsindustrie im Zweiten Weltkrieg geopfert. Außer den seelsorgerischen Obliegenheiten erfüllte Domkapitular Ivo Zeiger zahlreiche andere Aufgaben, z. B. leitete er das Kunstreferat im bischöflichen Ordinariat und betreute das Diözesanarchiv Würzburg. 1932 war er Gründungsmitglied und Erster Vorsitzender des Würzburger Diözesangeschichtsvereins.

### Weitere Aufgaben
- Kommissar für das Institut der Englischen Fräulein in Würzburg
- Kommissar für die Volksschulen und das Institut der Armen Schulschwestern in Heidingsfeld
- Kommissar für die Berufsfortbildungsschule Knaben in Würzburg.
- Verbändepräses der KAB.

### Auszeichnungen
- Päpstlicher Geheimkämmerer
- Bischöflicher Geistlicher Rat